# Acer amoenum
Acer amoenum é uma espécie de árvore do gênero Acer, pertencente à família Aceraceae.